# 迈泽 (默兹省)
迈泽（法語：Maizey，法語發音：[mɛzɛ]）是法国默兹省的一个市镇，属于科梅尔西区。

## 地理
迈泽（48°55'29"N, 5°30'42"E）面积14.91 平方千米，位于法国大東部大區默兹省，该省份为法国西北部内陆省份，北与比利时接壤，西接马恩省和阿登省，南至上马恩省和孚日省，东临默尔特-摩泽尔省。
与迈泽接壤的市镇（或旧市镇、城区）包括：巴农库尔、绍翁库尔、栋瑟夫兰、拉莫尔维尔、莱帕罗什、默兹河畔鲁夫鲁瓦、圣米耶勒、瓦尔布瓦。

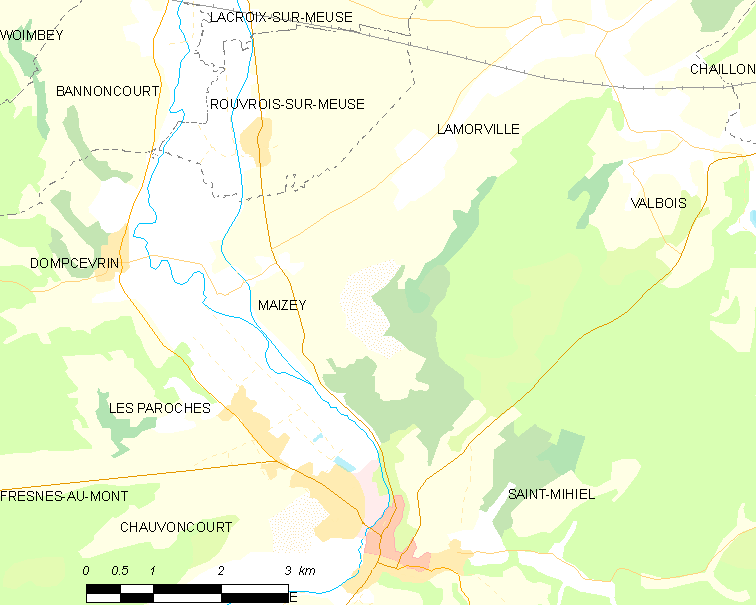
的OSM定位图

迈泽的时区为UTC+01:00、UTC+02:00（夏令时）。

## 行政
迈泽的邮政编码为55300，INSEE市镇编码为55312。

## 政治
迈泽所属的省级选区为圣米耶勒县。

## 人口

1962-2008年间人口变化图示

迈泽于2022年1月1日时的人口数量为159人。